# Автомат торможения

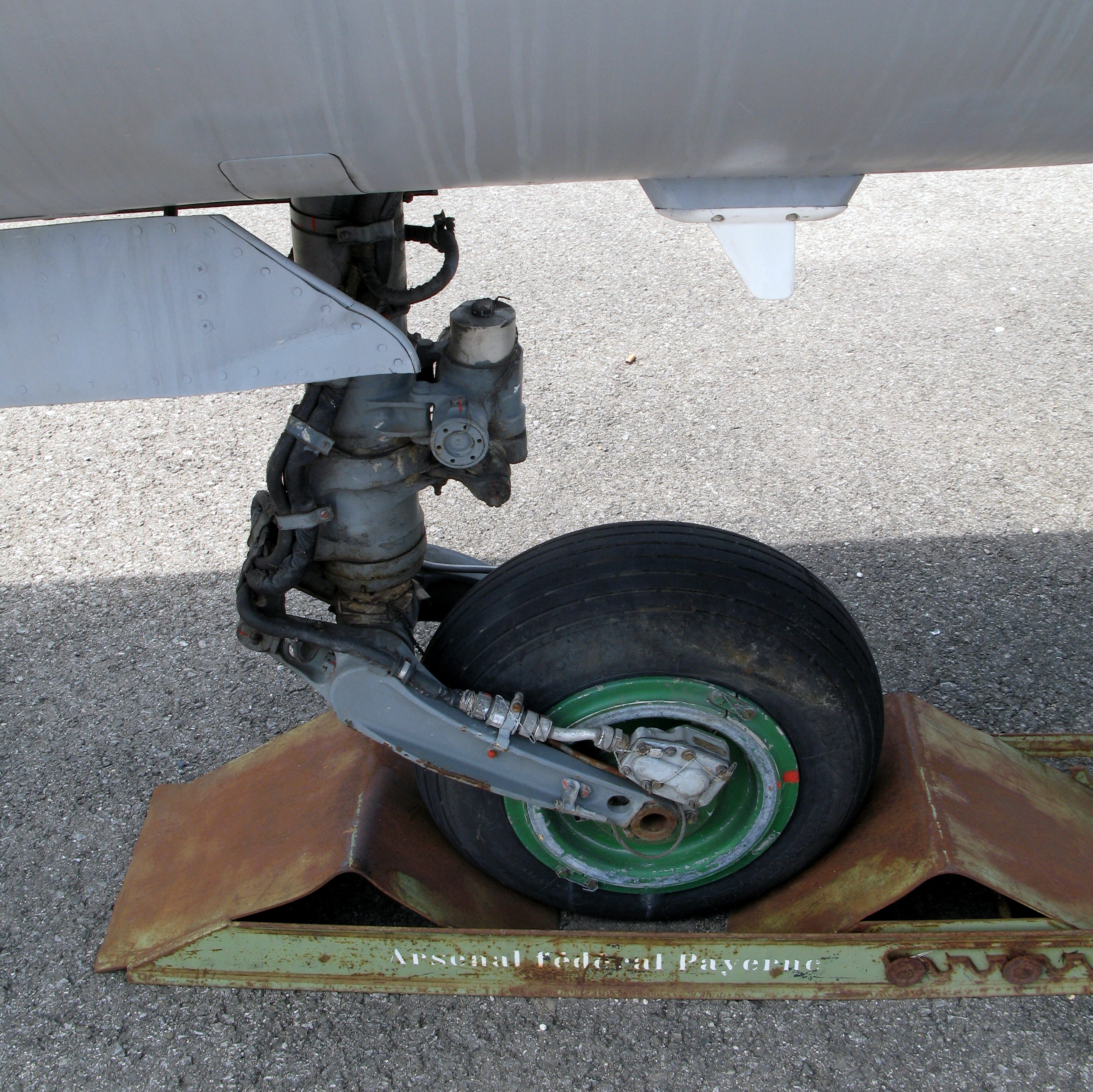
Передняя стойка шасси МиГ-21 (1955 год). Хорошо видно датчик юза.

Автома́т торможе́ния (англ. Autobrake) — система автоматического торможения шасси, предназначенная для предотвращения возникновения юза и заклинивания колёс самолёта. Применяется обычно в тормозных колёсах шасси, оснащенных дисковыми тормозами. Система предназначена для использования на коротких взлётно-посадочных полосах. Её использование даёт больший запас безопасности за счёт сокращения посадочной дистанции.
Наибольшая эффективность торможения достигается при обеспечении предельного коэффициента трения, которому соответствует определённое относительное проскальзывание колеса. Увеличение тормозного момента приводит к увеличению относительного проскальзывания, уменьшению коэффициента трения и к последующей полной блокировке колеса — юзу, что может вызвать разрушение пневматики. Чтобы достичь наибольшей эффективности торможения и исключить юз, на многоколёсных шасси применяется автоматическое регулирование тормозного момента. Наиболее широкое распространение получили автоматы торможения дистанционного действия с электроинерционными или электрическими датчиками.
Посадка с системой Autobrake похожа на посадку с использованием торможения педалью тормоза. Лётчик должен активировать функцию Аutobrake при заходе на посадку кнопкой, расположенной на панели управления посадочными механизмами. Торможение начинается, как только основные стойки шасси коснутся полосы, а носовое колесо ещё находится в воздухе, что позволяет начать торможение на 1-1,2 секунды раньше, чем это выполняется при обычной процедуре. Как только пилот нажимает на педали, функция Автомата торможения отключается, и пилот тормозит в обычном режиме.